# フリーウォーター
フリーウォーターもしくは自由水（じゆうすい）とは、水分活性値が 1(aw) に達すると、オイル内に現れる水である。フリーウォーターが現れることで、オイルが白濁して見える。
潤滑油などに、フリーウォーターが現れることで、磨耗、摩擦の原因になり、製品の故障へとつながる。